# Anastassia Savtchouk
Anastassia Savtchouk (en ukrainien : Анастасія Геннадіївна Савчук), née le 2 mars 1996 à Kharkiv, est une nageuse synchronisée ukrainienne.

## Carrière
Elle remporte trois médailles de bronze lors des Championnats du monde de natation 2013, puis deux médailles lors des championnats du monde de natation 2017.
Aux Championnats d'Europe de natation 2020, elle est médaillée d'or par équipes en programme libre, en combiné et en highlight, et médaillée d'argent en duo libre, en duo technique et par équipes en programme technique.